# Ethel Johnson
Ethel Johnson, född 8 oktober 1908 i Westhoughton i nuvarande Metropolitan Borough of Bolton, England; död 30 mars 1964 var en brittisk friidrottare med kortdistanslöpning som huvudgren. Johnson blev bronsmedaljör vid den IV.e damolympiaden 1934 och var en pionjär inom damidrott.

## Biografi
Johnson föddes 1908 i nuvarande Greater Manchester i nordvästra England. Hon började intressera sig för friidrott och gick senare med i idrottsföreningen Bolton United Harriers.
1932 deltog Johnson vid de Olympiska sommarspelen i Los Angeles. Hon tävlade i löpning 100 meter men blev utslagen i grundomgången. Den 9 juli 1932 blev hon brittisk mästare på 100 yards vid tävlingar i London.
1934 deltog hon vid den IV.e damolympiaden i London där hon vann bronsmedalj på 60 meter, samma år deltog hon även vid British Empire Games där hon vann silvermedalj med stafettlaget på 660 yards (220 + 110 + 220 + 110, övriga var Eileen Hiscock, Nellie Halstead och Ivy Walker). Hon tävlade även på 100 yards där hon slutade på en 5:e plats och på 220 yards där hon kom på 6:e plats.